# Trimeresurus rubeus
Espèce
Synonymes
- Cryptelytrops rubeus Malhotra, Thorpe, Mrinalini & Stuart, 2011

Statut de conservation UICN

 VU B1ab(iii) : Vulnérable
Trimeresurus rubeus est une espèce de serpents de la famille des Viperidae. 

## Répartition
Cette espèce se rencontre dans le sud du Viêt Nam et dans la province de Mondol Kiri au Cambodge.

## Description
C'est un serpent venimeux.

## Publication originale
- Malhotra, Thorpe, Mrinalini & Stuart, 2011 : Two new species of pitviper of the genus Cryptelytrops Cope 1860 (Squamata: Viperidae: Crotalinae) from Southeast Asia. Zootaxa, no 2757, p. 1–23 (texte intégral).